# Taxhue
Taxhue är en ort i Mexiko.   Den ligger i kommunen Chapantongo och delstaten Hidalgo, i den sydöstra delen av landet, 100 km norr om huvudstaden Mexico City. Taxhue ligger 2 204 meter över havet och antalet invånare är 196.
Terrängen runt Taxhue är varierad. Runt Taxhue är det ganska tätbefolkat, med 72 invånare per kvadratkilometer. Närmaste större samhälle är Tezontepec de Aldama, 19,2 km sydost om Taxhue. I omgivningarna runt Taxhue växer huvudsakligen savannskog.